# New Urbanism
New Urbanism er en form for byplanlægning og er som praksis først og fremmest udbredt i USA. Det kendetegnende for New Urbanism er byer i lille skale, med et tæt vejnet og gode muligheder for at bevæge sig i byen på cykel eller til fods. Byen skal byde på forskellige former for erhvervsvirksomhed, bebyggelse og uddannelsesmuligheder for mennesker med forskellige økonomiske og kulturelle forudsætninger. Hensigten er at øge den sociale standard og sammenhængskraft mellem byens indbyggere og kontrollere ejendomsmarkedet og boligpriserne, så almindelige mennesker og småvirksomheder kan etablere sig. New Urbanism er kendt for et stærkt arkitektonisk enhedspræg og dyrkelse af historiske stilarter, og er ofte blevet kritiseret for at være alt for restriktiv i forhold til udformningen og udsmykning af bygninger, gadebilledet etc.
Kendte amerikanske byer, som er opført helt eller delvist i overensstemmelse med New Urbanisms principer, er Celebration, Florida, Seaside, Florida og visse forstæder til Washington D.C.. I filmen "The Truman Show", instrueret af Peter Weir, udspiller historien sig netop i byen Seaside, og filmen ses som en kritik rettet mod byplanlægningsmetoden New Urbanism, for at være tilbageskuende og nostalgisk.
På trods af de nostalgiske byrum opmuntrer New Urbanism samtidig til at man udnytter moderne teknologi. Eksempel herpå er byen Celebrations små elbiler, som anvendes inde i byens gader. Celebration har også et intranet for byens indbyggere.
Et nordisk eksempel på new urbanism er byen Jakriborg, opført i Hansestadsstil på bar mark mellem Malmö og Lund i i 1990erne.